# Jacobus Stainer

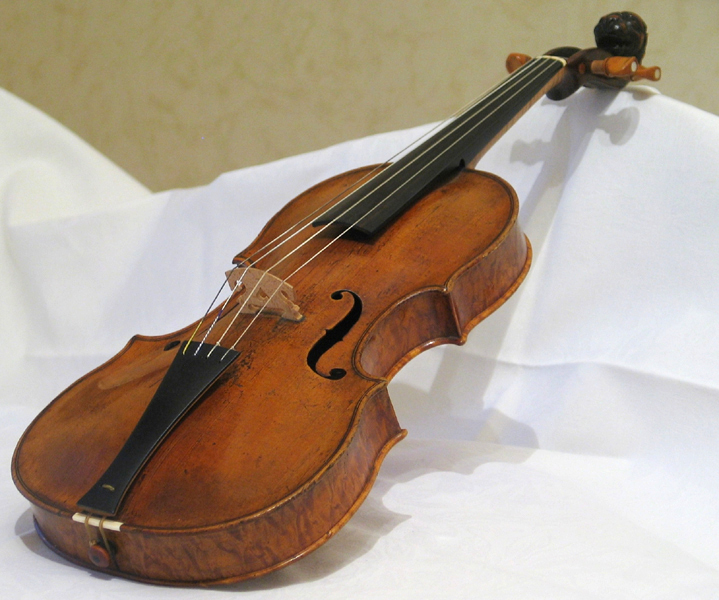
Door Stainer gebouwde viool uit 1658

Jacobus Stainer (Absam, circa 1617 - Absam, oktober 1683) was een Oostenrijkse vioolbouwer. Tot 1800 was hij een van de belangrijkste vioolbouwers ten noorden van de Alpen. Pas vanaf het begin van de 19e eeuw werden de violen van Italiaanse vioolbouwers ook daar belangrijker.

## Levensloop
Tussen 1626 en 1630 wordt Stainer onder andere in het Latijn onderwezen door de schoolmeester van Absam. Zijn latere brieven en geschriften bewijzen dat hij een goede opleiding heeft gehad en dat hij de Italiaanse taal beheerste. Wellicht heeft Stainer als koorjongen gezongen in het koninklijke damessticht in Hall en aan het Innsbrucker hof. Waarschijnlijk heeft hij vervolgens een opleiding tot meubelmaker gevolgd, omdat leerlingen die vioolbouwers wilden worden eerst deze opleiding moesten voltooien indien zij geen zoon van een vioolbouwer waren. Jacobus Stainer werd vervolgens 
tussen 1630 en 1644 in Italië, vermoedelijk in Venetië, tot vioolbouwer opgeleid en waarschijnlijk werd hij daarbij onderwezen door een Zuid-Duitse meester. Er zijn aanwijzingen dat Stainer werkzaam is geweest in de werkplaats van de familie Amati in Cremona, wat zou kunnen verklaren dat Stainer veel meer tijd voor zijn opleiding nodig had dan de vijf jaar die ervoor stonden.

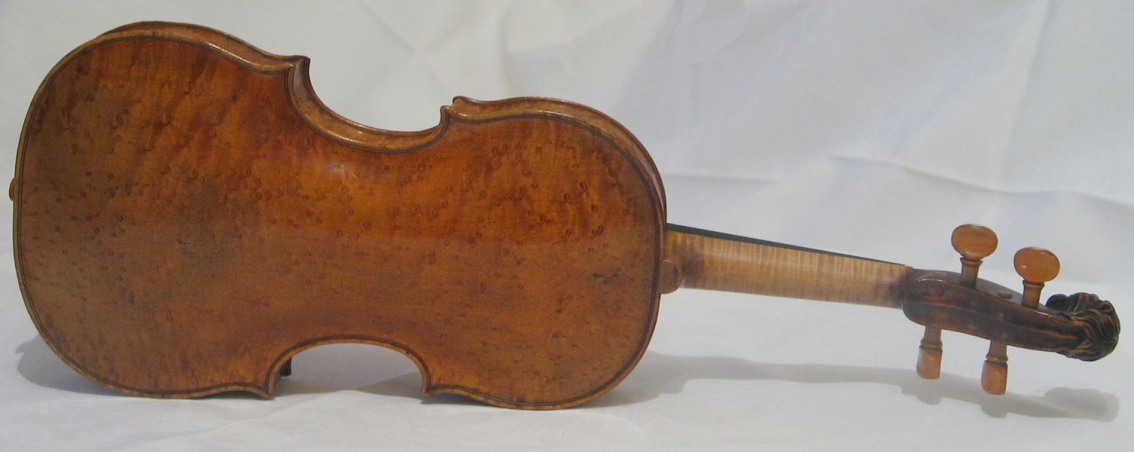
Achterzijde van een Stainer uit de jaren vijftig van de 17e eeuw

Vanaf 1644 begint Stainer zelfstandig violen te bouwen. Hij verkoopt zijn instrumenten aan kloosters en hoven in Salzburg, Innsbruck, München, Venetië, Bozen, Neurenberg, Kroměříž en Meran. Hij heeft echter nooit een leerling in dienst genomen om zijn vaardigheden aan een volgende generatie door te geven.
Op 26 november 1645 trad Stainer in Absam in het huwelijk met Margaretha Holzhammer. Hierna werkte hij voornamelijk in zijn geboorteplaats, maar was hij veel op reis om zijn violen aan de man te brengen of om materialen te kopen. In 1646 levert hij zeven instrumenten aan het Innsbrucker Hof. In 1649 is hij als altist en assistent van het parochiekoor in Meran werkzaam. In 1656 koopt hij een huis in Absamer Oberdorf, dat ook tegenwoordig nog bekendstaat als het Stainerhuis. Aartshertog Ferdinand Karel van Tirol verleent Stainer in 1658 de titel "aartsvorstelijk bediende", maar deze titel vervalt zodra Ferdinand Karel in 1662 overlijdt. Keizer Leopold I verleende hem echter in 1669 de titel "keizerlijk bediende". In 1668 werd Stainer beschuldigd van ketterij en werd hij ontboden naar Brixen, waar het gerecht van de prins-bisschop zetelde. Omdat hij niet kwam opdagen werd een huiszoekingsbevel uitgevaardigd en werd een geheime inquisitie aangewezen. Ondanks deze strijd met de katholieke kerk kreeg Stainer in de periode tussen 1670 en 1679 opdrachten vanuit Meran, Salzburg, Schwaz, München en Neurenberg. Vanaf 1680 kreeg hij echter steeds vaker last 
van depressieve aanvallen en in oktober 1683 overlijdt hij, zowel financieel als geestelijk gebroken.

## Instrumenten
De instrumenten die Stainer geproduceerd heeft, worden gekenmerkt door een hoge welving van de bladen. De violen geven een mooie, heldere klank. De barnsteengekleurde lak op de violen wijst op connecties met Italiaanse vioolbouwers. In de 18e eeuw werd voor een Stainer een veel hogere prijs betaald dan voor violen uit Cremona, van de hand van Amati of Stradivarius.
Stainers instrumenten werden door een groot aantal violisten bespeeld. Zo waren tien van de 26 violen die de Italiaanse violist Francesco Maria Veracini bespeelde van de hand van Stainer. De Oostenrijkse componist Heinrich von Biber stond in contact met Stainer. Ook Francesco Geminiani bespeelde een Stainer, evenals Giuseppe Tartini. In 
1787 schonk een vorst uit het Boheemse adelgeslacht Lobkovic een viool van Stainer aan Wolfgang Amadeus Mozart. Volgens overlevering zouden meerdere orkestleden van het orkest van Johann Sebastian Bach gespeeld hebben op "goede violen en celli van Tiroler makelij", hoogstwaarschijnlijk van de hand van Stainer.

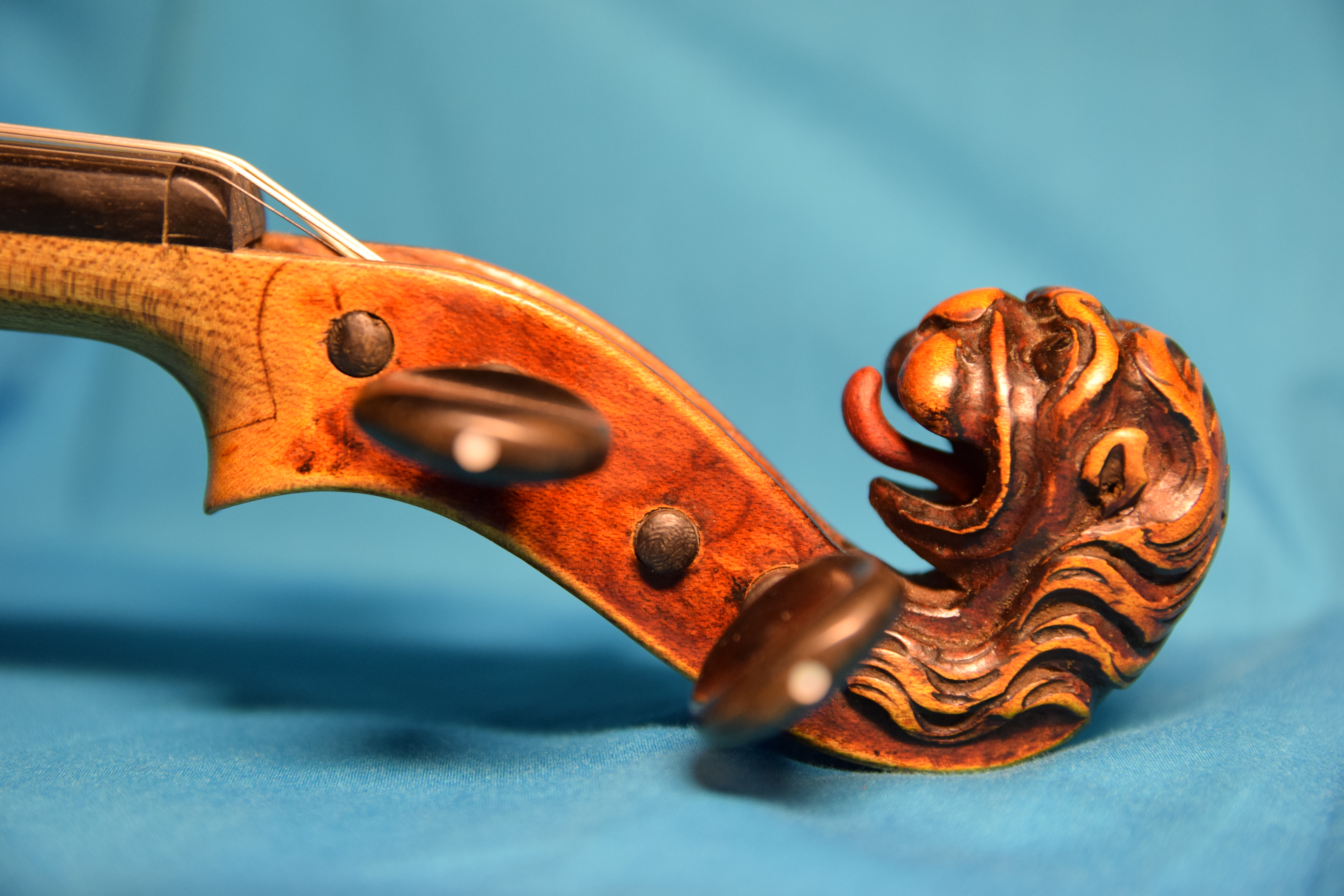
Krul van een kopie van een Stainer uit de jaren vijftig van de 17e eeuw